# Henry David Leslie
Pour les articles homonymes, voir Leslie.
Henry David Leslie, né à Londres 18 juin 1822 et décédé à Baschurch, dans le Shropshire le 5 février 1896, est un compositeur et chef d'orchestre anglais. Il est connu comme l'apôtre de la musique chorale anglaise.

## Biographie
Henry David Leslie est né à Londres. Ses parents sont John Leslie, un tailleur et altiste amateur et de Mary Taylor Leslie. Il a huit frères et sœurs. Il fréquente la Palace School à Enfield et travaille avec son père. Adolescent, il étudie le violoncelle avec Charles Lucas et joue ensuite cet instrument lors de concerts à la Sacred Harmonic Society pendant plusieurs années.
Leslie commence à composer de la musique, et, en 1840 il publie son Te Deum et Jubilate en ré. En 1847,  Il est nommé secrétaire honoraire de l'Amateur Musical Society, nouvellement fondée.  Sa symphonie en fa est exécutée en 1848 par cette société sous la direction de Michael Balfe. L'année suivante, au festival de musique de Norwich de 1849, on crée son hymne Let God Arise. Il dirigera l'Amateur Musical Society de 1853 jusqu'à sa dissolution en 1861. L'ouverture dramatique, The Templar (1852), est suivie par les oratorios, Immanuel (1854) et Judith (1858), et de la musique de chambre.  En 1855, il fonde une société chorale qui compte 200 chanteurs qui deviendra le chœur Henry Leslie. Il la dirige jusqu'en 1880. Cette chorale est très appréciée du public anglais et interprète de nombreuses œuvres, y compris, par exemple, les motets de 18 parties de J.S. Bach.  Selon The Times, cette chorale est une des meilleures en ce qui concerne les musiques a cappella.
En 1857, Leslie épouse Mary Betsy, une de ses élèves, fille du médecin William Henry Perry. Le couple déménage dans la maison familiale de Mary, connue actuellement sous le nom de Bryn Tanat Hall, à Llansanffraid, près d'Oswestry, à la frontière galloise.  Ils ont quatre fils et une fille. Leur fils William devient un maître de la  Musicians' Company, et Charles devient un joueur de cricket pour le Middlesex et l'Angleterre.
Son opérette Romance, or, Bold Dick Turpin, créée en 1857, est présentée à Covent Garden en 1860. Ensuite, il écrit les cantates Holyrood (1860) et Daughter of the Isles (1861) et un Jubilate en si (1864). En 1865, il compose un opéra romantique Ida, ou The Guardian Storks. Il dirige également la Herefordshire Philharmonic Society en 1863. Il publie plus d'une centaine d’œuvres chorales.  Certaines d'entre elles sont devenues très populaires, par exemple  memory, The Pilgrims, et Annabelle Lee sur un poème d' Edgar Allan Poe.  Sa production comprend également un nombre important de musiques de chambre et de piano. En 1867, il édite un recueil de chanson à parties, incluant Cassell's Choral Music.
En 1864, Leslie fonde un collège national de musique à Piccadilly et en devient directeur. Parmi les professeurs, on trouve Arthur Sullivan, Julius Benedict, et d'autres musiciens célèbres, mais le collège ferme après deux ans. En 1874, il devient le chef d'orchestre de la Guild of Amateur Musicians. En 1878, Leslie, avec des collègues, fait une autre tentative de former une école de musique nationale. Celle-ci sera à l'origine du prestigieux Royal College of Music.
Leslie et Sullivan organisent les présentations musicales britanniques à l'Exposition universelle de 1878 à Paris. Le Chœur Henry Leslie remporte le premier prix au concours international de chorales. En 1880, après un spectacle commandé par la Cour au château de Windsor, il dissout le chœur. Plus tard, cependant, il sera reformé par Alberto Randegger, avec Leslie comme président. Il en reprend la direction de 1885 à 1887. Charles Santley et d'autres solistes bien connus se sont produits avec le chœur.  
La seule grande composition tardive de Leslie est sa deuxième symphonie, Chivalry, créée en 1881 au Crystal Palace. Après sa retraite, il fonde l'école de musique d'Oswestry et son Festival of Village Choirs. Il meurt en 1896, après des années de maladie, à Baschurch dans le Shropshire et est enterré dans le cimetière de Llanyblodwel.

## Quelques œuvres
- Let God Arise, hymne, 1849
- The Templar, ouverture, 1852
- Immanuel, oratorio, 1854
- Judith, oratorio, 1858
- Romance, or, Bold Dick Turpin, opérette, 1857
- Ida, ou The Guardian Storks, opéra, 1865
- Holyrood, cantate, 1860
- Daughter of the Isles, cantate, 1861
- The Golden Year, recueil de chansons, 1880
- Chivalry, symphonie, 1881

## Source de traduction
- (en) Cet article est partiellement ou en totalité issu de l’article de Wikipédia en anglais intitulé « Henry David Leslie » (voir la liste des auteurs).